# 香具波志神社
香具波志神社（かぐはしじんじゃ）は、大阪市淀川区加島にある神社。旧社格は村社。

## 祭神
- 倉稲魂神
- 保食神
- 天照皇大神
- 稚産靈神
- 埴山姫神
- 住吉大神
- 八幡大神

## 歴史
社名は孝徳天皇が当地に行幸され、「香ぐはし」と詠まれた句に依ると云われる。「加島神社旧記」によれば、天徳3年（959年）に倉稲魂神・保食神を祀ったとあり、『摂津志』にも「稲荷神祠二座、一座在加島村」とある。かつて連歌殿があり、弘長年中には北条時頼が連歌田を寄進したという。また、『太平記』によると 正平6年（1351年）頃には、楠木正成の三男正儀は加島明神の森に駒をとめ、社前に祈願という記述がある。
天文18年（1549年）の江口の戦いで、三好長慶が戦勝祈願に大鳥居を寄進している。もと賀具波志大社と称し、後には加島神社・加島大明神とも称していたが織田信長の時に稲荷神社と改め、明治維新後は今の名に戻した。
万治元年（1658年）火災を罹り、文久2年（1862年）に社殿を再建する。明治5年（1872年）村社に列す。明治42年（1909年）、三津屋の三社八幡神社・御幣島の住吉神社、住吉講天神の天神社を合祀。翌明治43年（1910年）に天神社を合祀し、神饌幣帛料供進社に指定される。 昭和34年（1959年）には鎮座千年祭を挙行する。

## 境内
- 上田秋成寓居跡碑・上田秋成先生墓

秋成は藤氏の招きにより1774年（安永2年）から4年までこの地に居住した。墓は秋成の没後3年目にあたる1811年（文化8年）3月に藤家孝が建てたものとされている。

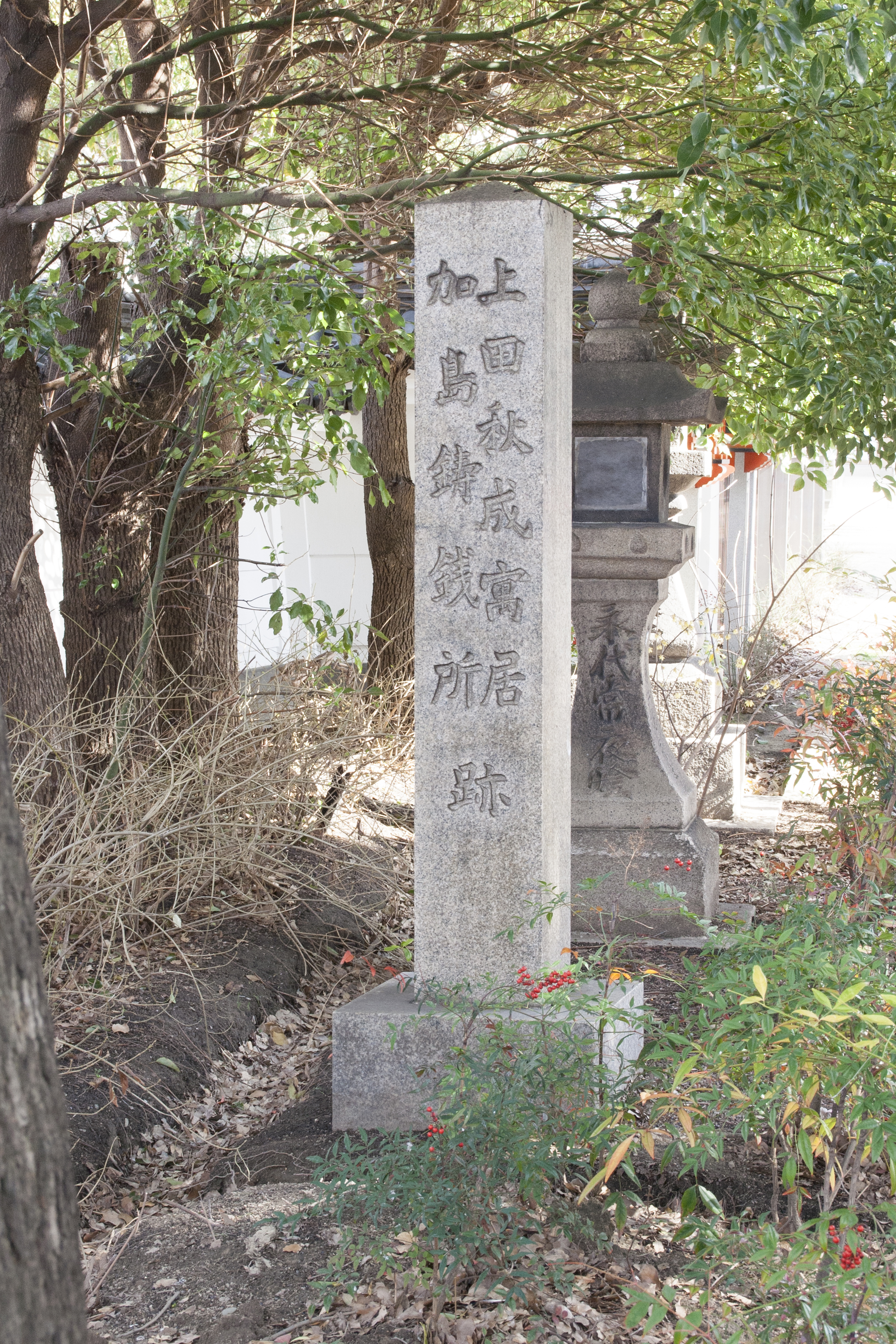
上田秋成寓居跡碑
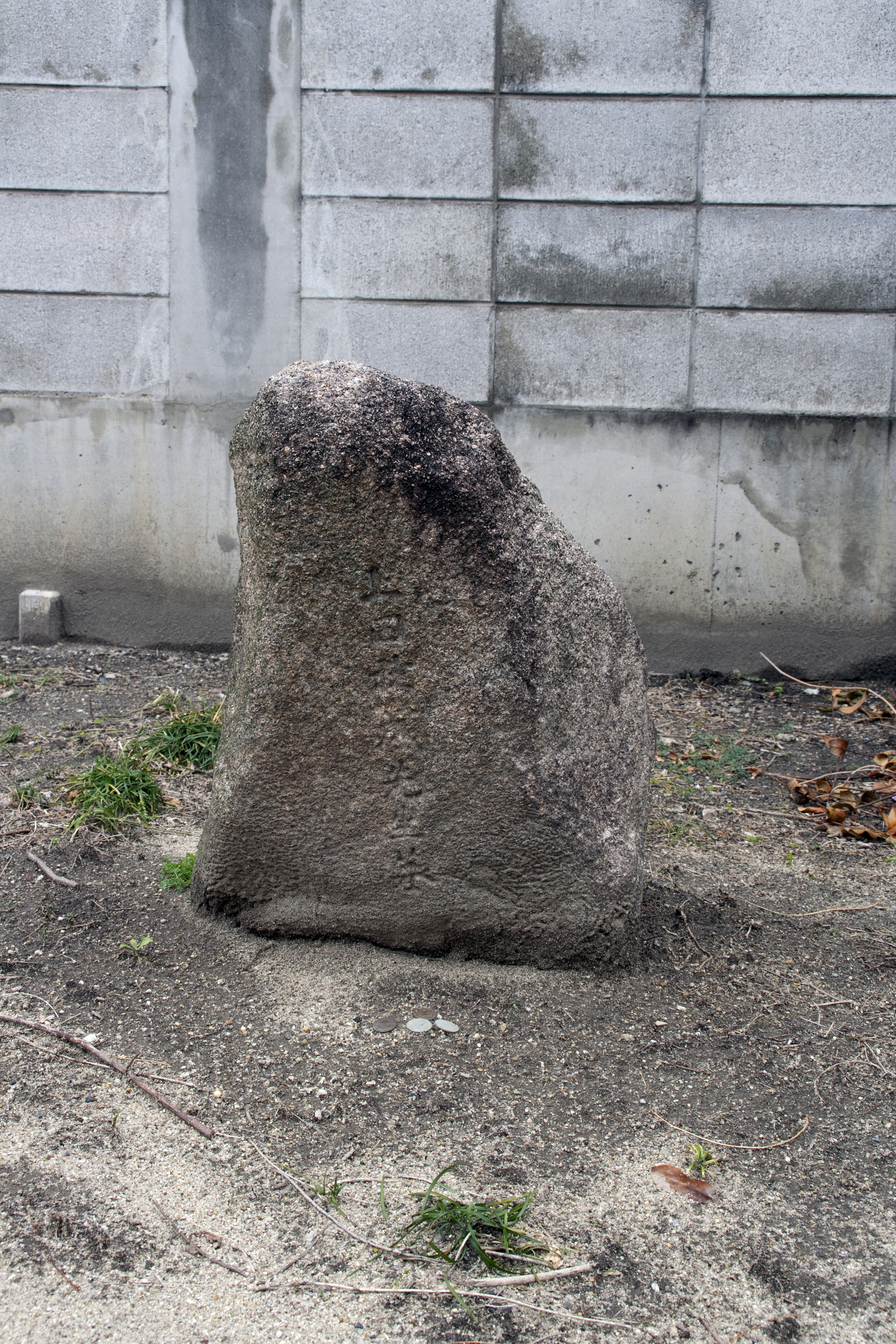
上田秋成先生墓

## 現地情報
所在地
- 大阪府大阪市淀川区加島加島4丁目4-20

交通アクセス
- 最寄駅：JR東西線加島駅下車後、 北へ徒歩10分
- 最寄バス停：国際興業バス（淀川区乗合タクシー）に乗車し、香具波志神社バス停すぐ

周辺
- 富光寺